# هرست، بارکشر
هرست (به انگلیسی: Hurst) یک روستا در بریتانیا است که در انگلستان واقع شده‌است. هرست ۲٬۰۰۸ نفر جمعیت دارد.